# Reichsrundfunkkammer

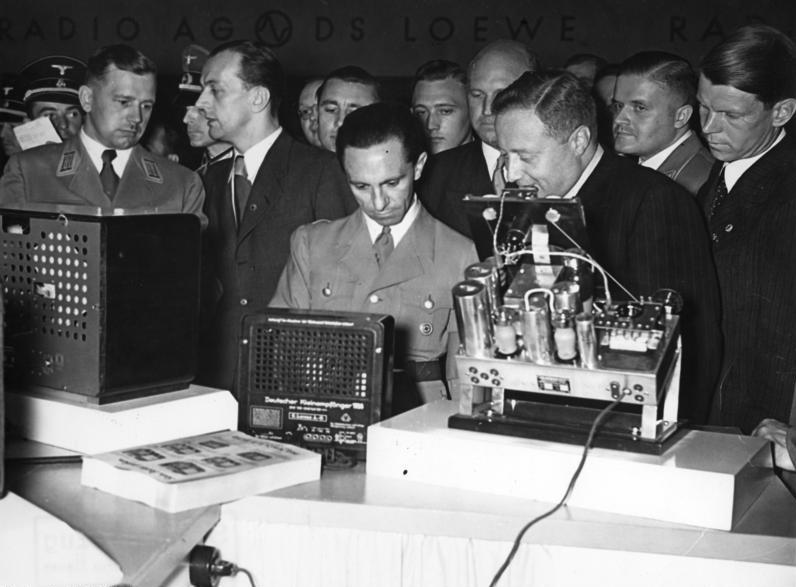
Goebbels visitando una pequeña estación de radio.

La Reichsrundfunkkammer o Cámara de la Radio del Reich era una institución en la Alemania Nazi que tenía la tarea de utilizar los medios de difusión para promover el Gleichschaltung de la sociedad durante el período del nacionalsocialismo. Fue fundada el 3 de julio de 1933 como uno de los siete departamentos de la Cámara de la Cultura del Reich. El presidente de la Reichsrundfunkkammer fue Horst Dreßler-Andreß, y el vicepresidente o Reichssendeleiter fue Eugen Hadamovsky.
La Reichsrundfunkkammer, la industria de la radiodifusión, el comercio de radios, la radio, las asociaciones radiofónicas y el Reichs-Rundfunk-Gesellschaft estaban bajo la dirección del Ministerio del Reich para la Ilustración Pública y Propaganda bajo la dirección de Joseph Goebbels, responsable de la propaganda del NSDAP. Citando a Goebbels:

"No lo ocultamos: la radio es nuestra, de nadie más. Y pondremos la radio al servicio de nuestras ideas, y ninguna otra idea se expresará aquí"

El propósito de la Reichsrundfunkkammer era, por lo tanto, servir "a la voluntad del Führer" y "llegar a todo el pueblo con la transmisión, para hacer que el liderazgo estatal y el Volksgemeinschaft sean uno solo".
En 1939, la Reichsrundfunkkammer se disolvió y sus tareas se transfirieron a la Reichs-Rundfunk-Gesellschaft.